# Stanfour/Diskografie
Diese Diskografie ist eine Übersicht über die musikalischen Werke der deutschen Pop-Rock-Band Stanfour. Ihre erfolgreichsten Veröffentlichungen sind die Singles In Your Arms und Wishing You Well mit jeweils über 150.000 verkauften Einheiten.

## Alben

### Studioalben
| Jahr | Titel Musiklabel                | Höchstplatzierung, Gesamtwochen, AuszeichnungChartplatzierungen (Jahr, Titel, Musiklabel, Platzierungen, Wochen, Auszeichnungen, Anmerkungen) | Höchstplatzierung, Gesamtwochen, AuszeichnungChartplatzierungen (Jahr, Titel, Musiklabel, Platzierungen, Wochen, Auszeichnungen, Anmerkungen) | Höchstplatzierung, Gesamtwochen, AuszeichnungChartplatzierungen (Jahr, Titel, Musiklabel, Platzierungen, Wochen, Auszeichnungen, Anmerkungen) | Anmerkungen                                                |
| Jahr | Titel Musiklabel                | DE | AT | CH | Anmerkungen                                                |
| ---- | ------------------------------- | --- | --- | --- | ---------------------------------------------------------- |
| 2007 | Wild Life Reco Music (UMG)      | DE53 (4 Wo.)DE | — | CH92 (1 Wo.)CH | Erstveröffentlichung: 30. Oktober 2007                     |
| 2009 | Rise and Fall Reco Music (UMG)  | DE9 Gold · (43 Wo.)DE | AT36 (9 Wo.)AT | CH20 (17 Wo.)CH | Erstveröffentlichung: 4. Dezember 2009 Verkäufe: + 100.000 |
| 2012 | October Sky We Love Music (UMG) | DE9 (6 Wo.)DE | AT49 (1 Wo.)AT | CH36 (1 Wo.)CH | Erstveröffentlichung: 11. Mai 2012                         |
| 2015 | IIII We Love Music (UMG)        | DE36 (1 Wo.)DE | — | — | Erstveröffentlichung: 28. August 2015                      |

### Kompilationen
| Jahr | Titel Musiklabel                                 | Anmerkungen                              |
| ---- | ------------------------------------------------ | ---------------------------------------- |
| 2016 | Fireworks – Best of Stanfour We Love Music (UMG) | Erstveröffentlichung: 23. September 2016 |

## Singles

### Als Leadmusiker
| Jahr | Titel Album                                        | Höchstplatzierung, Gesamtwochen, AuszeichnungChartplatzierungen (Jahr, Titel, Album, Platzierungen, Wochen, Auszeichnungen, Anmerkungen) | Höchstplatzierung, Gesamtwochen, AuszeichnungChartplatzierungen (Jahr, Titel, Album, Platzierungen, Wochen, Auszeichnungen, Anmerkungen) | Höchstplatzierung, Gesamtwochen, AuszeichnungChartplatzierungen (Jahr, Titel, Album, Platzierungen, Wochen, Auszeichnungen, Anmerkungen) | Anmerkungen                                                            |
| Jahr | Titel Album                                        | DE | AT | CH | Anmerkungen                                                            |
| ---- | -------------------------------------------------- | --- | --- | --- | ---------------------------------------------------------------------- |
| 2007 | Do It All Wild Life                                | DE46 (3 Wo.)DE | — | — | Erstveröffentlichung: 7. September 2007                                |
| 2007 | For All Lovers Wild Life                           | DE24 (17 Wo.)DE | AT62 (5 Wo.)AT | — | Erstveröffentlichung: 14. Dezember 2007                                |
| 2008 | Desperate Wild Life                                | DE55 (3 Wo.)DE | — | — | Erstveröffentlichung: 22. August 2008                                  |
| 2008 | In Your Arms Wild Life (New Version)               | DE14 Gold · (31 Wo.)DE | AT26 (24 Wo.)AT | CH21 (24 Wo.)CH | Erstveröffentlichung: 7. November 2008 Verkäufe: + 150.000; feat. Jill |
| 2009 | Wishing You Well Rise and Fall                     | DE10 Gold · (28 Wo.)DE | AT31 (12 Wo.)AT | CH48 (7 Wo.)CH | Erstveröffentlichung: 24. November 2009 Verkäufe: + 150.000            |
| 2010 | Life Without You Rise and Fall                     | DE25 (18 Wo.)DE | AT49 (6 Wo.)AT | CH58 (3 Wo.)CH | Erstveröffentlichung: 25. Mai 2010 feat. Esmée Denters                 |
| 2010 | Sail On Rise and Fall                              | DE52 (3 Wo.)DE | — | — | Erstveröffentlichung: 14. September 2010                               |
| 2012 | Learning to Breathe October Sky                    | DE45 (7 Wo.)DE | — | — | Erstveröffentlichung: 27. April 2012                                   |
| 2012 | Even If October Sky                                | — | — | — | Erstveröffentlichung: 16. März 2012                                    |
| 2015 | Power Games IIII                                   | — | — | — | Erstveröffentlichung: 14. August 2015 feat. Natasha Bedingfield        |
| 2016 | Hearts Without a Home Fireworks – Best of Stanfour | — | — | — | Erstveröffentlichung: 22. April 2016 feat. Decco                       |
| 2024 | Guide Me Home –                                    | — | — | — | Erstveröffentlichung: 22. März 2024                                    |

### Als Gastmusiker
| Jahr | Titel Album                                                 | Höchstplatzierung, Gesamtwochen, AuszeichnungChartplatzierungen (Jahr, Titel, Album, Platzierungen, Wochen, Auszeichnungen, Anmerkungen) | Höchstplatzierung, Gesamtwochen, AuszeichnungChartplatzierungen (Jahr, Titel, Album, Platzierungen, Wochen, Auszeichnungen, Anmerkungen) | Höchstplatzierung, Gesamtwochen, AuszeichnungChartplatzierungen (Jahr, Titel, Album, Platzierungen, Wochen, Auszeichnungen, Anmerkungen) | Anmerkungen                                                    |
| Jahr | Titel Album                                                 | DE | AT | CH | Anmerkungen                                                    |
| ---- | ----------------------------------------------------------- | --- | --- | --- | -------------------------------------------------------------- |
| 2010 | Wouldn’t Change a Thing Camp Rock 2: The Final Jam (O.S.T.) | DE28 (11 Wo.)DE | AT36 (9 Wo.)AT | — | Erstveröffentlichung: 30. Juli 2010 Demi Lovato feat. Stanfour |
| 2014 | Face to Face Contact                                        | — | — | — | Erstveröffentlichung: 3. Februar 2014 atb feat. Stanfour       |

## Musikvideos
| Jahr | Titel                   | Regisseur(e)     |
| ---- | ----------------------- | ---------------- |
| 2007 | Do It All               | Joern Heitmann   |
| 2007 | For All Lovers          | Markus Gerwinat  |
| 2008 | Desperate               | Conchita Soarez  |
| 2008 | In Your Arms            |                  |
| 2009 | Wishing You Well        | Miriam Dehne     |
| 2010 | Life Without You        |                  |
| 2010 | Wouldn’t Change a Thing | Paul Hoen        |
| 2010 | Sail On (2 Versionen)   |                  |
| 2011 | Happy                   | Andreas Z. Simon |
| 2012 | Learning to Breathe     | Markus Gerwinat  |
| 2012 | Who You Are             |                  |
| 2014 | Face to Face            |                  |
| 2015 | Power Games             |                  |
| 2024 | Guide Me Home           | Robin Helm       |

## Sonderveröffentlichungen

### Alben
| Jahr | Titel Musiklabel                             | Anmerkungen                                        |
| ---- | -------------------------------------------- | -------------------------------------------------- |
| 2010 | Rise and Fall + October Sky Reco Music (UMG) | Erstveröffentlichung: 2010 Teil der „2-in-1“-Reihe |

### Lieder
| Jahr | Titel Album                    | Anmerkungen                                              |
| ---- | ------------------------------ | -------------------------------------------------------- |
| 2012 | Who You Are Ivy (Gold Edition) | Erstveröffentlichung: 2012 Ivy Quainoo feat. Stanfour    |
| 2014 | Face to Face Contact           | Erstveröffentlichung: 24. Januar 2014 atb feat. Stanfour |

| Jahr | Titel Album          | Anmerkungen                                            |
| ---- | -------------------- | ------------------------------------------------------ |
| 2011 | Happy Dein Song 2011 | Erstveröffentlichung: 8. April 2011 mit Sarah Graupner |

| Jahr | Titel Soundtrack zu                                | Anmerkungen                                                        |
| ---- | -------------------------------------------------- | ------------------------------------------------------------------ |
| 2009 | Tired Again Zweiohrküken                           | Erstveröffentlichung: 4. Dezember 2009                             |
| 2010 | Wouldn’t Change a Thing Camp Rock 2: The Final Jam | Erstveröffentlichung: 3. September 2010 Demi Lovato feat. Stanfour |

## Statistik

### Chartauswertung
|                     | DE    | AT    | CH    |
| ------------------- | ----- | ----- | ----- |
| Nummer-eins-Alben   | DE—DE | AT—AT | CH—CH |
| Top-10-Alben        | DE2DE | AT—AT | CH—CH |
| Alben in den Charts | DE4DE | AT2AT | CH3CH |

|                       | DE     | AT    | CH    |
| --------------------- | ------ | ----- | ----- |
| Nummer-eins-Singles   | DE—DE  | AT—AT | CH—CH |
| Top-10-Singles        | DE1DE  | AT—AT | CH—CH |
| Singles in den Charts | DE10DE | AT5AT | CH3CH |

### Auszeichnungen für Musikverkäufe
Anmerkung: Auszeichnungen in Ländern aus den Charttabellen bzw. Chartboxen sind in ebendiesen zu finden.
| Land/RegionAuszeichnungen für Musikverkäufe (Land/Region, Auszeichnungen, Verkäufe, Quellen) | Gold     | Platin | Verkäufe | Quellen           |
| -------------------------------------------------------------------------------------------- | -------- | ------ | -------- | ----------------- |
| Deutschland (BVMI)                                                                           | 3× Gold3 | —      | 400.000  | musikindustrie.de |
| Insgesamt                                                                                    | 3× Gold3 | —      |          |                   |